# 臧振華
臧振華（1947年2月28日—），臺灣水下考古學家，中央研究院院士，現任國立清華大學侯金堆特聘研究講座教授、人類學研究所所長，曾任中央研究院歷史語言研究所特聘研究員。

## 學經歷
臧振華祖籍山東日照，生於青島市，1949年隨家人遷往臺灣臺北市。板橋中學高中部畢業後進入國立臺灣大學考古人類學系（今國立臺灣大學人類學系），獲得學士學位後曾在中央研究院歷史語言研究所任職，後前往美國哈佛大學留學，並以《澎湖群島的考古學研究》論文獲得人類學系和東亞語言文明系聯合博士。回到臺灣後進入中央研究院歷史語言研究所任職，並曾任該所特聘研究員、國立臺灣史前文化博物館館長等職務；現任國立清華大學侯金堆特聘研究講座教授、人類學研究所所長。

## 研究
臧振華的研究著重於臺灣和菲律賓的史前考古，早年為澎湖群島考古的先驅，提出澎湖七美嶼很可能為同時期臺灣出土的玄武岩石器的原料供應及生產的重要產地，證實了史前台灣人群與澎湖間的緊密關係。
早年澎湖的考古經驗使他往後成為臺灣水下考古學的先驅，目前已在澎湖群島等臺灣沿海等海域尋獲多艘沈船，並取得大量古物。
在南島語系發源地問題上，臧振華延續張光直的早期主張，認為南島語系發源於中國東南沿海地帶，對南島語族出台灣假說持懷疑態度。
臧振華曾經主持南科考古遺址、八仙洞遺址等大規模考古調查，並且因為南科的考古工作，在奇美樹谷基金會的資助下，參與台灣第一個民間考古機構庶古文創的創立。

## 社會參與

### 2015年空難搜救支援
2015年2月8日，臧振華院士帶領中研院水下考古隊4人，支援復興航空235號班機空難搜救工作。搜救所帶的金屬探測儀可偵測40至50公尺深、方圓5公尺內的範圍，只要屍體上攜帶有錢幣、戒指項鍊等金屬物質，即可被偵測。

## 榮譽
- 2014年，獲選為中央研究院人文及社會科學組院士。

## 外部連結
- 中央研究院歷史語言研究所臧振華網頁 （页面存档备份，存于）